# Tadeusz Tabaczyński (poseł)
Tadeusz Tabaczyński (ur. 2 października 1868 w Faściszowej, zm. 4 stycznia 1938 w Poznaniu) – polski kolejarz, urzędnik, dziennikarz, działacz polityczny, poseł na Sejm Ustawodawczy i I kadencji w II RP z ramienia Związku Ludowo-Narodowego.

## Życiorys
Uczęszczał do szkoły powszechnej w Tarnowie. Maturę zdał w 1888 roku w Wyższej Szkole Realnej w Krakowie. W 1891 roku skończył wiedeńską akademię handlową. Odbył również kurs techniczny przy Sztabie Generalnym w Wiedniu. Po skończeniu studiów pracował w Dyrekcji Kolei w Krakowie.
Był członkiem Rady Naczelnej i Komitetu Wykonawczego Stronnictwa Narodowo-Demokratycznego. Był także członkiem Zarządu Głównego Towarzystwa Szkoły Ludowej i prezesem zarządu okręgowego w Krakowie. Prezes dyrekcji Stowarzyszenia Spożywczego Kolejarzy w Krakowie oraz prezes krakowskiego oddziału towarzystwa wstrzemięźliwości „Eleuteria”. Był redaktorem dwutygodnika „Nowy Kolejarz”, a także korespondentem „Łącznika” oraz „Wieńca i Pszczółki”. Publikował też w „Słowie Polskim” i „Ojczyźnie”. Podczas I wojny światowej był członkiem krakowskiego oddziału Centralnego Komitetu Narodowego. Od 4 listopada 1918 roku do 27 stycznia 1919 roku był członkiem Polskiej Komisji Likwidacyjnej. Pełnił tam funkcję zastępcy naczelnika Wydziału Robót Publicznych. Od 28 listopada 1918 roku był radnym Krakowa. W 1919 roku uzyskał mandat z listy nr 6 Polskie Stronnictwo Ludowe "Piast", Narodowa Demokracja i chrześcijańska społeczność w okręgu wyborczym nr 37 (pow. Chrzanów, Oświęcim i Biała). Pracował w komisjach: komunikacyjnej, ochrony pracy, spraw morskich, a także był przewodniczącym komisji badań więzień i obozów koncentracyjnych.
Podczas wojny polsko-bolszewickiej brał udział w organizowaniu kolei na froncie północno-wschodnim. W odrodzonym państwie zajął się działalnością na rzecz polskiej emigracji. Odwiedził m.in. Francję, Anglię i Brazylię, gdzie badał i wspomagał działalność Polonii. Był członkiem Polskiego Towarzystwa Emigracyjnego. W 1922 odnowił mandat poselski z listy nr 8 Chrześcijański Związek Jedności Narodowej w okręgu wyborczym 42 (pow. Kraków, Chrzanów, Oświęcim, Podgórze, Olkusz i Miechów). Pracował w komisji komunikacyjnej. Po zakończeniu kadencji wrócił na krótko do pracy na kolei. Następnie mieszkał w Zakopanem, gdzie należał do Polskiego Towarzystwa Tatrzańskiego.
W 1937 roku ze względu na zły stan zdrowia przeniósł się do Poznania. Zmarł 4 stycznia 1938 roku. Został pochowany na Cmentarzu Górczyńskim w Poznaniu.

## Życie prywatne
Był synem powstańca styczniowego Czesława Aleksego Tabaczyńskiego i Julii z Tabaczyńskich. Jego dziadek Józef Tabaczyński był powstańcem listopadowym i uczestnikiem walki o niepodległość Meksyku. Ożenił się z Wilhelminą Ilnicką z którą miał trójkę dzieci: lekarkę Olgę (po mężu Lipczyńską), dziennikarza „Kuriera Poznańskiego” Stanisława i dziennikarza katowickiej „Polonii” Jana.